# Rada de la República Popular Belarussa a l'exili
El Consell de la República Popular Belarussa o Rada de la República Popular Belarussa, en (belarús: Рада Беларускай Народнай Рэспублікі, Рада БНР) és el consell de govern de la desapareguda República Popular Belarussa. D'ençà de 1919 el Consell és a l'exili i s'ha convertit en una de les organitzacions polítiques més influents de la diàspora belarussa. A partir del 2013, el Consell és el Govern a l'exili més antic que hi ha.

## Formació
Vegeu República Popular Belarussa.
La Rada es va establir inicialment com a òrgan executiu del Primer Congrés Belarús, que es va fer a Minsk el desembre de 1917. Hi assistiren més de mil vuit-cents participants de diferents regions de Belarús, incloent-hi els representants de les organitzacions nacionals de Belarús, representants regionals de zemstvo, representants de les principals denominacions cristianes i partits polítics jueus belarussos. Els bolxevics van interrompre la feina del Congrés de manera violenta.
Després de retirada dels bolxevics de Minsk, la Rada es va declarar com el poder suprem de Belarús. Quan que els bolxevics i els alemanys van signar el tractat de Brest-Litovsk, la Rada va declarar la independència de Belarús i va anomenar-la República Popular Belarussa.
El 25 de març de 1918, la Rada tenia 77 membres, entre els quals hi havia:
- 36 membres triats al Congrés de tota Belarús.
- 6 representants de la comunitat Belarussa de Vílnius.
- 15 representants de minories ètniques (russos, polonesos, jueus).
- 10 representants de les autoritats locals.
- 10 representants de les principals ciutats.

Alemanya no va reconèixer oficialment Belarús i obstaculitzà les activitats de les institucions de la República Popular Belarussa. No obstant això, la Rada va poder començar a organitzar els òrgans de govern en diferents parts del país i va treballar en l'establiment d'un exèrcit belarús nacional i un sistema nacional d'educació.
La Rada ha establert contactes diplomàtics oficials amb diversos estats, com ara Finlàndia, Ucraïna, l'antiga Txecoslovàquia, els Estats bàltics, Turquia i altres.
Amb l'arribada dels exèrcits bolxevics a Minsk la Rada es va veure obligada a traslladar-se a Vílnius, després a Grodno i, finalment, en coordinació amb la República de Lituània, a Kaunas.

## A l'exili
L'abril de 1919, l'exèrcit polonès va envair Grodno i Vílnius. Jozef Pilsudski va emetre la Proclama als habitants de l'antic Gran Ducat de Lituània, que indicava que el nou govern polonès els concediria l'autonomia cultural i política. L'anunci va ser ben rebut pels dirigents de Belarús, sobretot tenint en compte els plans soviètics per a la sovietització de Belarús. No obstant això, en les negociacions posteriors amb els dirigents belarussos, Pilsudski proposà de limitar les funcions del govern belarús a les qüestions culturals, cosa que va rebutjar el primer ministre belarús Anton Luckievic. El govern de Belarús va aconseguir incloure una declaració dels drets de les minories a Polònia en les resolucions de la Conferència de pau de París.
El govern de la República Popular Belarussa va protestar per la mobilització militar polonesa a l'àrea de Vílnius, àrea que va participar en les eleccions poloneses, cosa que va provocar l'annexió de la zona d'Augustów a Polònia. També va fer una crida a la Lliga de les Nacions, Gran Bretanya, França, els EUA i altres països a reconèixer la independència de Belarús.
A la fi de 1920, el govern de Belarús va començar un altre cop les negociacions amb els bolxevics a Moscou i va tractar de persuadir-los per tal que reconeguessin la independència de Belarús i que alliberessin els presos polítics belarussos detinguts a les presons soviètiques. Les negociacions no van reeixir.
L'11 de novembre 1920 la República Popular Belarussa va signar un tractat amb associació amb la República de Lituània per a col·laborar en l'alliberament de Belarús i les terres lituanes de l'ocupació polonesa.
Després de l'establiment de la República Socialista Soviètica de Belarús, com a part de la URSS diversos membres de la Rada van decidir tornar a Belarús el 1925 i incorporar-se al govern. Oficialment, la Rada mai ha reconegut la República de Belarús soviètica. La majoria dels membres de la Rada que varen tornar a Belarús, incloent-hi l'exprimer ministre Vaclau Lastouski, van ser assassinats en la temporada de terror soviètic, l'any 1930.
Durant la Segona Guerra Mundial i l'ocupació alemanya de Txecoslovàquia, la Rada va rebutjar de cooperar amb els nazis i reconèixer el govern col·laboracionista de Belarús, la Rada Central de Belarús.

## Després de la Segona Guerra Mundial
L'avanç de l'Exèrcit Roig, el 1945, va obligar la Rada a traslladar-se a la part occidental d'Alemanya, que era ocupada per tropes britàniques i nord-americanes. Al febrer de 1948, la Rada va aprovar un manifest especial, mitjançant el qual va declarar que tornava a l'activitat. A l'abril del 1948, la Rada i representants dels refugiats de la postguerra de Belarús van fer una conferència a Osterhofen, Baviera.
Les activitats principals del Consell a occident eren activar grups de pressió i fer contactes amb els governs occidentals per a assegurar-ne el reconeixement com a país independent. Amb altres organitzacions antisoviètiques, a occident, incloent-hi els governs a l'exili d'Ucraïna i els països bàltics, la Rada va protestar contra les violacions de drets humans a la Unió Soviètica.
A la dècada de 1950 la Rada va permetre la creació de l'edició belarussa de Ràdio Europa Lliure. Els membres de la Rada van organitzar el suport a Belarús després de l'accident de Txernòbil de 1986.

## Després de la dissolució de la URSS
Després de la dissolució de la Unió Soviètica el 1991, els governs a l'exili similars dels països veïns (Lituània, Polònia i altres) van tornar els seus mandats als governs independents corresponents.
Després de la declaració d'independència de la República de Belarús del 1990, l'interès per la història de la República Popular Belarussa ha augmentat en la societat d'aquest país. El Front Popular Belarús, que era el principal front a favor de la perestroika, era un partit anticomunista. En molts aspectes feia una crida per a la restauració d'un país independent similar al de la República Democràtica de Belarús de finals de 1980. El 1991, el Parlament de Belarús va adoptar els símbols estatals de la República Popular de Belarús, la Pahonia i la bandera blanca, vermella i blanca, com a símbols estatals de la República de Belarús.
El 1993, el govern de la República de Belarús va fer les celebracions oficials del 75è aniversari de la República Popular Belarussa a Minsk. Els membres de la Rada van participar-hi amb els principals líders polítics de la República de Belarús. Llavors es va dir que la Rada estava disposada a lliurar el seu mandat al parlament triat democràticament de Belarús. No obstant això, cal dir que no es referia pas al Parlament de Belarús que s'havia format en època del domini soviètic.
Tot i això, aquests plans de lliurament del mandat es van anular quan el president Alexander Lukashenko, triat l'any 1994, va establir un règim autoritari i un retorn a la política del soviet pel que fa a la llengua i la cultura de Belarús.
Avui dia, la Rada vol promocionar la democràcia i la independència belarussa a través de contactes i grups de pressió als països en què té representació: els EUA, Canadà, Gran Bretanya, Estònia i d'altres. El president de la Rada fa reunions periòdiques amb responsables polítics occidentals i fa declaracions criticant les violacions del drets humans i la continuïtat de la sovietització de Belarús amb el suport de Moscou. La Rada és un centre de consolidació de diversos polítics de l'oposició belarussa que han hagut d'anar a l'exili.
D'ençà del 25 de març del 1980, l'oposició democràtica nacional de Belarús celebra el dia de la independència de la República Popular de Belarús com a Dia de la llibertat (en belarús: Дзень волі). Sovint aquest dia hi ha manifestacions massives a Minsk i esdeveniments de les organitzacions de la diàspora belarussa que donen suport al govern de Belarús a l'exili.

## Estructura i funcions
Al principi la Rada havia de ser un parlament provisional que desenvolupés les funcions que li pertoquen fins que no es fes la Convenció constitucional de Belarús. La Rada va formar un govern amb els membres que en formaven part.
Avui dia la Rada es considera a si mateixa la portadora d'un mandat simbòlic i garant de la independència de Belarús. L'objectiu que té és el de transferir el mandat a un parlament triat de manera democràtica amb la condició que no sigui un govern que faci perillar la independència del país.
Els dirigents de la Rada són el president (Старшыня Рады БНР) i un consell executiu que té catorze integrants.
Hi ha diverses secretaries que actuen com a grups de treball individual o amb secretaris responsables de les direccions pertinents:
- Secretaria d'assumptes externs

- Secretari d'assumptes interns

- Secretaria d'informació

- Secretaria d'educació

L'activitat de la Rada és regulada per la constitució provisional de la República Popular Belarussa i l'estatut de la Rada.

## Presidents

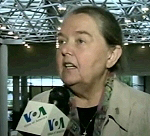
Ivonka Survila, presidenta actual de la Rada a l'exili

Presidents del Consell de la República Popular:
- Jan Sierada (1918–1919)

- Piotra Krečiŭski (1919–1928)

- Vasil Zacharka (1928–1943)

- Mikoła Abramčyk (1944–1970)

- Vincent Žuk-Hryškievič (1970–1982)

- Jazep Sažič (1982–1997)

- Ivonka Survila (1997–actualitat)